# Ur-element
En théorie des ensembles, un ur-element (ou urelement) est quelque chose qui n'est pas un ensemble mais qui peut être élément d'un ensemble.
Ainsi, si u est un ur-element, et X un ensemble, on peut avoir ou non :
u ∈ X,
mais
X ∈ u est impossible.
Ils partagent ainsi avec le seul ensemble vide le fait de ne posséder aucun élément, mais pour des raisons tout à fait différentes : rien ne peut appartenir à un ur-element parce que cela n'a pas de sens, alors que rien n'appartient à l'ensemble vide par définition.
Les ur-elements sont aussi appelés atomes, individus, éléments primitifs ....

## Intérêt des ur-elements
La théorie des ensembles moderne a pu montrer que, pour développer l'ensemble des mathématiques, on pouvait complètement se passer d'atomes. Tous les ensembles utiles peuvent être construits à partir de l'abstraction mathématique qu'est l'ensemble vide.
Néanmoins les théories des ensembles avec ur-elements gardent leur intérêt, pour des théories des ensembles faibles, ou tout simplement parce qu'elles peuvent apparaître plus naturelles au prime abord. De façon imagée, si on veut prouver que tout homme résidant à Paris réside en France, on va utiliser les propriétés de la relation d'inclusion telles qu'elles sont définies en théorie des ensembles. Pourtant, on ne va pas affirmer pour le prouver que tel homme (ur-element) qui vit à Paris donc en France est construit à partir de l'ensemble vide.
Adjoindre à l'ontologie ensembliste des objets qui ne sont pas des ensembles permet d'étendre son application à d'autres domaines. Mais il faut bien sûr formellement s'assurer que les théorèmes acquis sur les seuls ensembles peuvent s'exporter hors de ce domaine. D'où l'intérêt d'une théorie des ensembles avec ur-elements qui peut le garantir formellement.

## Théorie des ensembles avec ur-elements
Dans les théories des ensembles usuelles, comme la théorie ZFC, il n'y a pas d'ur-elements.
Syntaxiquement, leur introduction consiste à enrichir le langage ensembliste (ne comprenant que les symboles de relation binaire d'appartenance et d'égalité) de constantes d'individus.
Les quantifications présentes dans les axiomes de la théorie des ensembles sont alors généralement relativisées aux seuls ensembles et ne s'appliquent pas aux ur-elements.
Dans des axiomatiques comme la théorie des ensembles typée, les objets de type 0, ou atomes, peuvent être considérés comme des ur-elements.

## Résultats
L'adjonction d'ur-elements au système des New Foundations de Quine (NF) a des conséquences surprenantes. En particulier, alors que l'on ne sait pas si la théorie NF est cohérente (relativement à ZFC et ses extensions), la théorie NF avec Ur-elements, notée NFU, se révèle cohérente relativement à l'arithmétique de Peano : une théorie bien plus faible que ZFC. De plus NFU plus l'axiome du choix est cohérente relativement à NFU, alors que NF démontre la négation de l'axiome du choix.